# Mistrzostwa Ibero-Amerykańskie w Lekkoatletyce 2016
17. Mistrzostwa Ibero-Amerykańskie w Lekkoatletyce – zawody lekkoatletyczne rozegrane pomiędzy 14-16 maja 2016 roku w brazylijskim Rio de Janeiro.

## Rezultaty
| NR – rekord kraju \| AR – rekord kontynentu |
| PB – rekord życiowy                         |

### Mężczyźni
| Konkurencja:                  | Złoto                                                                                   | Wynik      | Srebro                                                                       | Wynik      | Brąz                                                                                      | Wynik       |
| Bieg na 100 m                 | Stanly del Carmen                                                                       | 10,27      | Bruno de Barros                                                              | 10,28      | Diego Echavarría                                                                          | 10,30       |
| Bieg na 200 m                 | Yancarlos Martínez                                                                      | 20,19 PB   | Bruno Hortelano                                                              | 20,48      | Bruno de Barros                                                                           | 20,54       |
| Bieg na 400 m                 | Yoandris Lescay Pardo                                                                   | 45,36      | Luguelín Santos                                                              | 45,58      | Pedro Oliveira                                                                            | 45,64       |
| Bieg na 800 m                 | Lutimar Paes                                                                            | 1:45,42    | Kléberson Davide                                                             | 1:45,79    | Brandon Johnson                                                                           | 1:46,12     |
| Bieg na 1500 m                | Iván López                                                                              | 3:38,64 PB | Carlos Díaz                                                                  | 3:39,20 PB | Víctor Corrales                                                                           | 3:29,60     |
| Bieg na 3000 m                | Iván López                                                                              | 7:52,53 NR | Carlos Díaz                                                                  | 7:54,31    | Éderson Pereira                                                                           | 7:56,20 PB  |
| Bieg na 5000 m                | Altobelli da Silva                                                                      | 13:53,48   | Daniel Mateo                                                                 | 13:58,11   | Nicolas Cuestas                                                                           | 13:58,60 PB |
| Bieg na 3000 m z przeszkodami | Altobelli da Silva                                                                      | 8:33,72 PB | Joaquín Arbe                                                                 | 8:40,21 PB | Ricardo Estremera                                                                         | 8:40,87 PB  |
| Bieg na 110 m przez płotki    | Javier McFarlane                                                                        | 13,55 PB   | Eduardo Deus                                                                 | 13,56 PB   | Jorge McFarlane                                                                           | 13,64       |
| Bieg na 400 m przez płotki    | Andrés Silva                                                                            | 49,48      | Mikael Antonio de Jesús                                                      | 49,62 AJR  | Mark Ujakpor                                                                              | 49,65 PB    |
| Sztafeta 4 × 100 m            | Dominikana · Mayobanex Mendez · Yohandris de la Cruz · Stanly Cruz · Yancarlos Martínez | 38,52 NR   | Brazylia · Ailson Feitosa · Ricardo de Souza · Bruno de Barros · Jorge Vides | 38,65      | Kuba · César Yuniel Ruiz Speck · Roberto Skyers · Reynier Mena Berenguer · Yaniel Carrero | 38,93       |
| Sztafeta 4 × 400 m            | Kolumbia · Jhon Zapata · Bernardo Baloyes · Carlos Romana · Diego Echavarría            | 3:01,88 NR | Dominikana · Luis Charles · Yon Carty · Andito Charles · Maximo Meija        | 3:03,43    | Wenezuela · Albert Bravo · Omar Longar · Arturo Ramirez · Freddy Mezones                  | 3:03,61     |
| Chód na 20 000 m              | Caio Bonfim                                                                             | 1:26:40,7  | Juan Manuel Cano                                                             | 1:27:27,7  | José Bagio                                                                                | 1:28:02,1   |
| Skok wzwyż                    | Eure Yáñez                                                                              | 2,26       | Guilherme Cobbo                                                              | 2,23       | Miguel Ángel Sancho                                                                       | 2,23        |
| Skok o tyczce                 | Germán Chiaraviglio                                                                     | 5,60       | Augusto de Oliveira                                                          | 5,30       | Abel Curtinove                                                                            | 5,20        |
| Skok w dal                    | Emiliano Lasa                                                                           | 8,01       | Jean Marie Okutu                                                             | 7,84       | Mauro da Silva                                                                            | 7,71        |
| Trójskok                      | Mateus Daniel de Sá                                                                     | 16,40      | Jhon Murillo                                                                 | 16,35      | Jean Rosa                                                                                 | 16,23       |
| Pchnięcie kulą                | Darlan Romani                                                                           | 19,67      | Marco Fortes                                                                 | 19,05      | Willian Venancio                                                                          | 18,96 PB    |
| Rzut dyskiem                  | Ronald Julião                                                                           | 59,56      | Pedro Cuesta                                                                 | 57,37      | Carlos Valle                                                                              | 54,81       |
| Rzut młotem                   | Wagner Domingos                                                                         | 72,18      | Roberto Sawyers                                                              | 72,15      | Allan Wolski                                                                              | 71,69       |
| Rzut oszczepem                | Arley Ibargüen                                                                          | 80,28      | Dayron Márquez                                                               | 80,08      | Júlio César de Oliveira                                                                   | 79,02       |
| Dziesięciobój                 | Román Gastaldi                                                                          | 7634 pkt.  | Alex Soares                                                                  | 7330 pkt.  | Ny Nascimento                                                                             | 7002 pkt.   |

### Kobiety
| Konkurencja:                  | Złoto                                                                             | Wynik        | Srebro                                                                                  | Wynik      | Brąz                                                                            | Wynik       |
| Bieg na 100 m                 | Rosângela Santos                                                                  | 11,24        | Ángela Tenorio                                                                          | 11,29      | Narcisa Landazuri                                                               | 11,35       |
| Bieg na 200 m                 | Nercely Soto                                                                      | 22,95        | Ángela Tenorio                                                                          | 23,13      | Kauiza Moreira Venancio                                                         | 23,18 PB    |
| Bieg na 400 m                 | Jailma de Lima                                                                    | 51,99        | Carol Rodríguez                                                                         | 52,46      | Letícia de Souza                                                                | 52,79       |
| Bieg na 800 m                 | Rosibel García                                                                    | 2:07,06      | Lorena Sosa                                                                             | 2:08,00 PB | Liliane Mariano                                                                 | 2:08,03     |
| Bieg na 1500 m                | Muriel Coneo                                                                      | 4:09,35      | Carolina Lozano                                                                         | 4:11,71 NR | Maria Fernandez                                                                 | 4:12,61 NR  |
| Bieg na 3000 m                | Juliana Paula dos Santos                                                          | 9:03,11 PB   | Muriel Coneo                                                                            | 9:04,79 PB | Florencia Borelli                                                               | 9:10,79 PB  |
| Bieg na 5000 m                | Sara Moreira                                                                      | 15:40,33     | Florencia Borelli                                                                       | 16:28,66   | Jenifer Silva                                                                   | 16:29,59 PB |
| Bieg na 3000 m z przeszkodami | Belén Casetta                                                                     | 9:42,93 NR   | Tatiane Raquel da Silva                                                                 | 9:46,86 PB | Zulema Arenas                                                                   | 9:56,04     |
| Bieg na 100 m przez płotki    | Fabiana Moraes                                                                    | 12,91 PB     | Maíla Machado                                                                           | 12,99      | Brigitte Merlano                                                                | 13,06       |
| Bieg na 400 m przez płotki    | Déborah Rodríguez                                                                 | 57,22        | Gianna Woodruff                                                                         | 57,34      | Liliane Fernandes                                                               | 58,42       |
| Sztafeta 4 × 100 m            | Portoryko · Beatriz Cruz · Celiangeli Morales · Genoiska Cancel · Carol Rodríguez | 43,55        | Brazylia · Bruna Farias · Vanusa dos Santos · Kauiza Moreira Venancio · Gabriela Mourão | 43,68      | Wenezuela · Andrea Purica · Nedian Vargas · Nelsibeth Villalobos · Nercely Soto | 43,94       |
| Sztafeta 4 × 400 m            | Brazylia · Kamilla Miranda · Letícia de Souza · Joelma Sousa · Jailma de Lima     | 3:32,30      | Chile · Geraxane Ussía · Indira Terrero · Bárbara Camblor · Laura Bueno                 | 3:36,16    | Hiszpania · Paula Goñi · Viviana Olivares · Carmen Mansilla · Maria Mackenna    | 3:32,47     |
| Chód na 10 000 m              | Erica de Sena                                                                     | 45:01,32     | María Pérez García                                                                      | 45:31,83   | Daniela Cardoso                                                                 | 46:03,44    |
| Skok wzwyż                    | Chaunté Lowe                                                                      | 1,96         | Valdileia Martins                                                                       | 1,84       | Raquel Alvarez                                                                  | 1,84        |
| Skok o tyczce                 | Fabiana Murer                                                                     | 4,60         | Diamara Planell                                                                         | 4,30       | Valeria Chiaraviglio Joana Costa                                                | 4,10        |
| Skok w dal                    | Eliane Martins                                                                    | 6,52         | Keila Costa                                                                             | 6,43       | Jéssica Carolina dos Reis                                                       | 6,31        |
| Trójskok                      | Keila Costa                                                                       | 14,01        | Núbia Soares                                                                            | 14,00 PB   | Yosiri Urrutia                                                                  | 13,89       |
| Pchnięcie kulą                | Ahymará Espinoza                                                                  | 18,19 PB     | Geísa Arcanjo                                                                           | 17,92      | Natalia Duco                                                                    | 17,45       |
| Rzut dyskiem                  | Stephanie Brown Trafton                                                           | 61,22        | Karen Gallardo                                                                          | 58,84      | Fernanda Martins                                                                | 58,43       |
| Rzut młotem                   | Jennifer Dahlgren                                                                 | 65,87        | Anna Pereira                                                                            | 61,42 PB   | Mariana Marcelino                                                               | 60,91       |
| Rzut oszczepem                | Flor Ruíz                                                                         | 62,15        | Laila e Silva                                                                           | 60,44 PB   | Coralys Ortiz                                                                   | 58,31       |
| Siedmiobój                    | Alysbeth Félix                                                                    | 5910 pkt. NR | Evelis Aguilar                                                                          | 5887 pkt.  | Camila Pirelli                                                                  | 5748 pkt.   |

## Klasyfikacja medalowa

### Ogólna
gospodarz
| Miejsce | Reprezentacja     | Złoto | Srebro | Brąz | Razem |
| 1.      | Brazylia          | 17    | 17     | 20   | 54    |
| 2.      | Kolumbia          | 5     | 4      | 3    | 12    |
| 3.      | Argentyna         | 4     | 4      | 3    | 11    |
| 4.      | Dominikana        | 3     | 2      | 0    | 5     |
| 5.      | Urugwaj           | 3     | 1      | 2    | 6     |
| 6.      | Wenezuela         | 3     | 0      | 2    | 5     |
| 7.      | Portoryko         | 2     | 2      | 2    | 6     |
| 8.      | Argentyna         | 2     | 2      | 1    | 5     |
| 9.      | Stany Zjednoczone | 2     | 0      | 1    | 3     |
| 10.     | Portugalia        | 1     | 1      | 1    | 3     |
| 11.     | Peru              | 1     | 0      | 2    | 3     |
| 12.     | Kuba              | 1     | 0      | 1    | 2     |
| 13.     | Hiszpania         | 0     | 5      | 5    | 10    |
| 14.     | Chile             | 0     | 2      | 1    | 3     |
| 15.     | Chile             | 0     | 2      | 0    | 2     |
| 16.     | Kostaryka         | 0     | 1      | 0    | 1     |
| 16.     | Panama            | 0     | 1      | 0    | 1     |
| 18.     | Paragwaj          | 0     | 0      | 1    | 1     |
| RAZEM   | RAZEM             | 44    | 44     | 45   | 133   |

### Mężczyźni
| Miejsce | Reprezentacja     | Złoto | Srebro | Brąz | Razem |
| 1.      | Brazylia          | 8     | 8      | 12   | 28    |
| 2.      | Dominikana        | 3     | 2      | 0    | 5     |
| 3.      | Kolumbia          | 2     | 2      | 1    | 5     |
| 4.      | Argentyna         | 2     | 2      | 0    | 4     |
| 4.      | Chile             | 2     | 2      | 0    | 4     |
| 6.      | Urugwaj           | 2     | 0      | 1    | 3     |
| 7.      | Kuba              | 1     | 0      | 1    | 2     |
| 7.      | Peru              | 1     | 0      | 1    | 2     |
| 7.      | Wenezuela         | 1     | 0      | 1    | 2     |
| 10.     | Hiszpania         | 0     | 4      | 3    | 7     |
| 11.     | Kostaryka         | 0     | 1      | 0    | 1     |
| 11.     | Portugalia        | 0     | 1      | 0    | 1     |
| 13.     | Portoryko         | 0     | 0      | 1    | 1     |
| 13.     | Stany Zjednoczone | 0     | 0      | 1    | 1     |
| RAZEM   | RAZEM             | 22    | 22     | 22   | 66    |

### Kobiety
| Miejsce | Reprezentacja     | Złoto | Srebro | Brąz | Razem |
| 1.      | Brazylia          | 9     | 9      | 8    | 26    |
| 2.      | Kolumbia          | 3     | 2      | 2    | 7     |
| 3.      | Argentyna         | 2     | 2      | 3    | 7     |
| 4.      | Portoryko         | 2     | 2      | 1    | 5     |
| 5.      | Wenezuela         | 2     | 0      | 1    | 3     |
| 6.      | Stany Zjednoczone | 2     | 0      | 0    | 2     |
| 7.      | Urugwaj           | 1     | 1      | 1    | 3     |
| 8.      | Portugalia        | 1     | 0      | 1    | 2     |
| 9.      | Chile             | 0     | 2      | 1    | 3     |
| 9.      | Ekwador           | 0     | 2      | 1    | 3     |
| 11.     | Hiszpania         | 0     | 1      | 2    | 3     |
| 12.     | Panama            | 0     | 1      | 0    | 1     |
| 13.     | Paragwaj          | 0     | 0      | 1    | 1     |
| 13.     | Peru              | 0     | 0      | 1    | 1     |
| RAZEM   | RAZEM             | 22    | 22     | 23   | 67    |

## Rekordy
Podczas zawodów ustanowiono 13 krajowych rekordów w kategorii seniorów:

### Mężczyźni
| Zawodnik                                                                  | Reprezentacja | Konkurencja             | Rezultat |
| ------------------------------------------------------------------------- | ------------- | ----------------------- | -------- |
| Yancarlos Martinez                                                        | Dominikana    | bieg na 200 metrów      | 20,19    |
| Tayron Reyes                                                              | Dominikana    | bieg na 800 metrów      | 1:47,28  |
| Iván López                                                                | Chile         | bieg na 3000 metrów     | 7:52,53  |
| Daniel Toroya                                                             | Boliwia       | bieg na 3000 metrów     | 8:16,36  |
| Mayovanex De Oleo Yoandry Andujar Stanly Del Carmen Yancarlos Martinez    | Dominikana    | sztafeta 4 × 100 metrów | 38,61    |
| Mayovanex De Oleo Yoandry Andujar Stanly Del Carmen Yancarlos Martinez    | Dominikana    | sztafeta 4 × 100 metrów | 38,52    |
| Jhon Perlaza Bernardo Valoyes Carlos Andrés Lemos Diego Armando Palomeque | Kolumbia      | sztafeta 4 × 400 metrów | 3:01,88  |

### Kobiety
| Zawodnik         | Reprezentacja | Konkurencja                        | Rezultat  |
| ---------------- | ------------- | ---------------------------------- | --------- |
| Carolina Lozano  | Argentyna     | bieg na 1500 metrów                | 4:11,71   |
| María Osorio     | Wenezuela     | bieg na 1500 metrów                | 4:18,31   |
| Soledad Torre    | Peru          | bieg na 3000 metrów                | 9:18,45   |
| Belén Casetta    | Argentyna     | bieg na 3000 metrów z przeszkodami | 9:18,45   |
| Ahymará Espinoza | Wenezuela     | pchnięcie kulą                     | 18,19     |
| Alysbeth Felix   | Portoryko     | pięciobój                          | 5910 pkt. |